# Lausitzring
Lausitzring, conegut oficialment com a Dekra Lausitzring per raons comercials, és un circuit de curses situat a prop de Klettwitz (una parròquia de Schipkau, al districte d'Oberspreewald-Lausitz), a l’estat de Brandenburg del nord-est d'Alemanya, prop de les fronteres amb Polònia i Txèquia. Inicialment es va anomenar Lausitzring pel fet que es troba a la regió de Lusàcia (Lausitz en alemany), però des del 2000 fins al 2010 va ser rebatejat com a EuroSpeedway Lausitz per tal de donar-li major projecció internacional.

## Esdeveniments

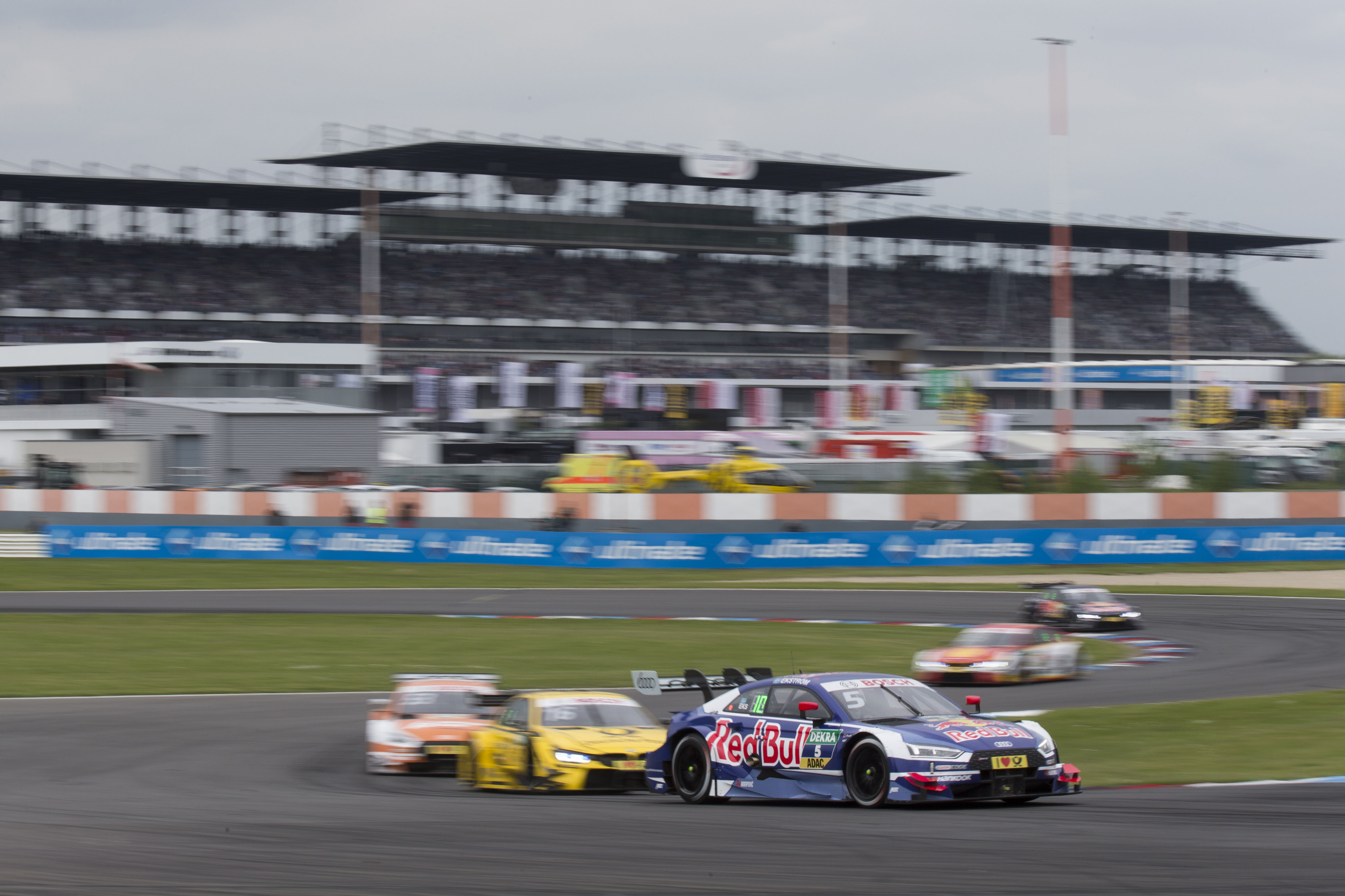
Cursa del DTM a Lausitzring el 2017

Inaugurat el 25 d'agost de 2000, l'EuroSpeedway Lausitz acull actualment curses del DTM i de l'Internationale Deutsche Motorradmeisterschaft (el campionat d'Alemanya de motociclisme). També ha acollit anteriorment curses de l'A1 Grand Prix, les Formula 3 Euro Series, el Campionat del Món de Superbike i les Champ Car World Series. Al final de la temporada del 2017, el circuit es va tancar al públic després que el comprés Dekra (Deutscher Kraftfahrzeug-Überwachungs-Verein, multinacional alemanya del sector de l'automoció) per a fer-lo servir com a pista de proves. L'últim gran esdeveniment públic celebrat al circuit va ser la cursa de Superbike d'aquell any.

## Característiques
El Lausitzring té una característica única a l'Europa continental: una pista oval d'alta velocitat, tal com les que es fan servir a la NASCAR i la IndyCar americanes. El trioval de 3,256 km, semblant al Pocono Raceway, es va emprar dues vegades (el 2001 i el 2003) per a les curses de monoplaces CART anomenades German 500 i algunes del campionat britànic SCSA. Els anys 2005 i 2006, l'oval va acollir curses del Campionat d'Alemanya de Fórmula 3 en què s'hi obtingué una velocitat mitjana de volta per a la pole position de 251,761 km/h i una en cursa de 228,931 km/h.

## Configuracions del traçat

Mapa detallat de Lausitzring
Configuració completa
Circuit trioval Superspeedway
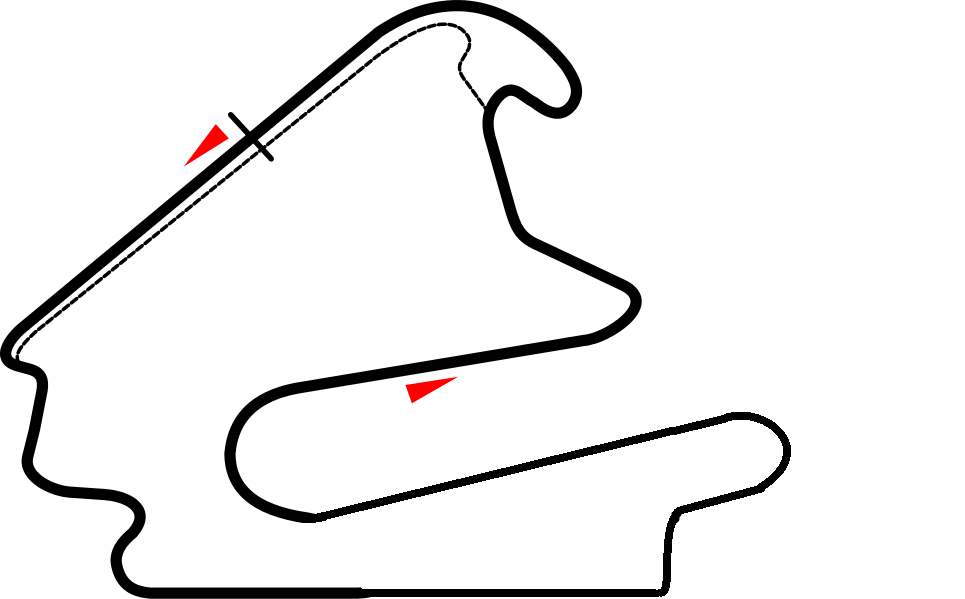
Circuit de Gran Premi
Circuit del DTM Sprint
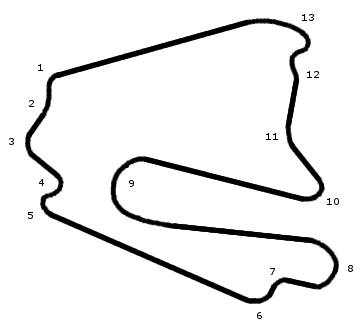
Circuit de motociclisme